# Tina Gustafsson
Tina Gustafsson (30 settembre 1962) è un'ex nuotatrice svedese.
Specializzata nello stile libero, ha vinto la medaglia d'argento nella staffetta 4x100 m sl alle olimpiadi di Mosca 1980.

## Palmarès
- Olimpiadi
  - Mosca 1980: argento nella staffetta 4x100 m sl.